# Vesa Tauriainen
Vesa Tauriainen (Rovaniemi, 16 december 1967) is een voormalig profvoetballer uit Finland, die speelde als aanvaller gedurende zijn carrière.

## Clubcarrière
Hij kwam onder meer uit voor Kiruna FF, RoPS Rovaniemi, FC Oulu, HJK Helsinki en FF Jaro.

## Interlandcarrière
Tauriainen kwam in 1990 in totaal één keer (nul doelpunten) uit voor de nationale ploeg van Finland. Onder leiding van bondscoach Jukka Vakkila maakte hij zijn debuut op 16 mei 1990 in de vriendschappelijke uitwedstrijd tegen Ierland (1-1) in Dublin, net als verdediger Hannu Jäntti (FC Kuusysi Lahti). Tauriainen trad in dat duel na 71 minuten aan als vervanger van Jari Litmanen (Reipas Lahti).

## Erelijst
RoPS Rovaniemi
- Beker van Finland

1986
 HJK Helsinki
- Beker van Finland

1993